# Робін Ленер
Робін Ленер (швед. Robin Lehner, нар. 24 липня 1991, Гетеборг) — шведський хокеїст, воротар клубу НХЛ «Нью-Йорк Айлендерс».

## Ігрова кар'єра
Хокеєм розпочав займатись в десять років, до цього він займався футболом. З 2007 року виступає за юнацьку та молодіжну команди клубу «Вестра Фрелунда».
2009 року був обраний на драфті НХЛ під 46-м загальним номером командою «Оттава Сенаторс». Влітку 2009 починає виступати в Північній Америці спочатку за юніорську команду «Су-Сент-Марі Грейхаунд», а надалі захищає кольори «Бінгхемптон Сенаторс»‎. 29 березня 2010 підписує трирічний контракт з «сенаторами».
Через травму голкіпера Паскаля Леклера в сезоні 2010/11 проводить перші матчі в НХЛ. Він став наймолодшим шведським воротарем, який коли-небудь виступав у лізі (на момент дебюту він мав 19 років 2 місяці та 24 дні). Першу перемогу здобув 13 січня 2011 в переможному матчі над «Нью-Йорк Айлендерс» 6–4. 7 червня 2011 здобуває Кубок Колдера в складі «Бінгхемптон Сенаторс»‎.
17 травня 2013 дебютує в плей-оф Кубка Стенлі замінивши основного голкіпера Крейга Андерсона в матчі проти «Піттсбург Пінгвінс».
31 липня 2014 укладає новий контракт з «сенаторами».
26 червня 2015 Робіна обміняли на Девіда Легванда з «Баффало Сейбрс».
22 червня 2018 «шаблі» не стали продовжувати контракт з шведом і отримав статус вільного агента 1 липня.
3 липня 2018 підписав однорічний контракт з клубом «Нью-Йорк Айлендерс». 8 жовтня воротар здобуває суху перемогу 4–0 над «Сан-Хосе Шаркс».
6 квітня 2019 в свій актив Робін включає ще одну суху перемогу 3–0 над «Вашингтон Кепіталс». За підсумками сезону номінується на Трофей Везини та Приз Білла Мастерсона.

## На рівні збірних
У складі юніорської збірної Швеція провів чотири матчі.
У складі молодіжної збірної Швеція провів три матчі.

## Нагороди та досягнення
- Володар Кубка Колдера в складі «Бінгхемптон Сенаторс»‎ — 2011.
- Трофей Джека А. Баттерфілда‎ — 2011.
- Трофей Вільяма М. Дженнінгса — 2019.

## Статистика

### Клубні виступи
| Сезон        | Клуб                     | Ліга         | Регулярний сезон | Регулярний сезон | Регулярний сезон | Регулярний сезон | Регулярний сезон | Регулярний сезон | Регулярний сезон | Регулярний сезон | Регулярний сезон | Плей-оф | Плей-оф | Плей-оф | Плей-оф | Плей-оф | Плей-оф | Плей-оф | Плей-оф |
| Сезон        | Клуб                     | Ліга         | І                | В                | П                | ПОТ              | Хв               | ПГ               | ІБГ              | ПГГ              | %ВК              | І       | В       | П       | Хв      | ПГ      | ІБГ     | ПГA     | %ВК     |
| ------------ | ------------------------ | ------------ | ---------------- | ---------------- | ---------------- | ---------------- | ---------------- | ---------------- | ---------------- | ---------------- | ---------------- | ------- | ------- | ------- | ------- | ------- | ------- | ------- | ------- |
| 2007–08      | «Вестра Фрелунда»        | Швеція U18   | 19               | —                | —                | —                | 1147             | 34               | 6                | 1.78             | —                | 4       | —       | —       | 243     | 15      | 0       | 3.70    | —       |
| 2008–09      | «Фрелунда»               | Швеція U20   | 22               | —                | —                | —                | 1318             | 67               | 1                | 3.05             | .903             | 1       | —       | —       | 58      | 3       | 0       | 3.08    | —       |
| 2008–09      | «Фрелунда»               | Швеція U18   | 2                | —                | —                | —                | 117              | 5                | 0                | 2.56             | —                | 7       | —       | —       | 438     | 19      | 0       | 2.60    | —       |
| 2009–10      | «Су-Сент-Марі Грейхаунд» | ОХЛ          | 47               | 27               | 13               | 3                | 2574             | 120              | 5                | 2.80             | .918             | 5       | 1       | 4       | 279     | 20      | 0       | 4.29    | .874    |
| 2009–10      | «Бінгхемптон Сенаторс»‎   | АХЛ          | 2                | 2                | 0                | 0                | 120              | 6                | 0                | 3.00             | .898             | —       | —       | —       | —       | —       | —       | —       | —       |
| 2010–11      | «Бінгхемптон Сенаторс»‎   | АХЛ          | 22               | 10               | 8                | 2                | 1246             | 56               | 3                | 2.70             | .912             | 19      | 14      | 4       | 1112    | 39      | 3       | 2.10    | .939    |
| 2010–11      | «Оттава Сенаторс»        | НХЛ          | 8                | 1                | 4                | 0                | 341              | 20               | 0                | 3.52             | .888             | —       | —       | —       | —       | —       | —       | —       | —       |
| 2011–12      | «Бінгхемптон Сенаторс»‎   | АХЛ          | 40               | 13               | 22               | 1                | 1156             | 119              | 2                | 3.26             | .907             | —       | —       | —       | —       | —       | —       | —       | —       |
| 2011–12      | «Оттава Сенаторс»        | НХЛ          | 5                | 3                | 2                | 0                | 299              | 10               | 1                | 2.01             | .935             | —       | —       | —       | —       | —       | —       | —       | —       |
| 2012–13      | «Бінгхемптон Сенаторс»‎   | АХЛ          | 31               | 18               | 10               | 2                | 1841             | 65               | 3                | 2.12             | .938             | —       | —       | —       | —       | —       | —       | —       | —       |
| 2012–13      | «Оттава Сенаторс»        | НХЛ          | 12               | 5                | 3                | 4                | 735              | 27               | 0                | 2.20             | .936             | 2       | 0       | 1       | 49      | 2       | 0       | 2.45    | .920    |
| 2013–14      | «Оттава Сенаторс»        | НХЛ          | 36               | 12               | 15               | 6                | 1942             | 99               | 1                | 3.06             | .913             | —       | —       | —       | —       | —       | —       | —       | —       |
| 2014–15      | «Оттава Сенаторс»        | НХЛ          | 25               | 9                | 12               | 3                | 779              | 74               | 0                | 3.02             | .905             | —       | —       | —       | —       | —       | —       | —       | —       |
| 2015–16      | «Баффало Сейбрс»         | НХЛ          | 21               | 5                | 9                | 3                | 1155             | 48               | 1                | 2.47             | .924             | —       | —       | —       | —       | —       | —       | —       | —       |
| 2015–16      | «Рочестер Американс»     | АХЛ          | 3                | 1                | 2                | 0                | 179              | 10               | 0                | 3.36             | .888             | —       | —       | —       | —       | —       | —       | —       | —       |
| 2016–17      | «Баффало Сейбрс»         | НХЛ          | 59               | 23               | 26               | 8                | 3406             | 152              | 2                | 2.68             | .920             | —       | —       | —       | —       | —       | —       | —       | —       |
| 2017–18      | «Баффало Сейбрс»         | НХЛ          | 53               | 14               | 26               | 9                | 2853             | 143              | 3                | 3.01             | .908             | —       | —       | —       | —       | —       | —       | —       | —       |
| 2018–19      | «Нью-Йорк Айлендерс»     | НХЛ          | 46               | 25               | 13               | 5                | 2616             | 93               | 6                | 2.13             | .930             | 8       | 4       | 4       | 449     | 15      | 0       | 2.00    | .936    |
| Усього в НХЛ | Усього в НХЛ             | Усього в НХЛ | 265              | 97               | 110              | 40               | 14,826           | 666              | 14               | 2.70             | .918             | 10      | 4       | 5       | 498     | 17      | 0       | 2.05    | .934    |

### Збірна
| Рік              | Команда          | Турнір           | Місце            | І | В | П | Н/OTL | Хв  | ПГ | ІБГ | ПГГ  | %ВК  |
| ---------------- | ---------------- | ---------------- | ---------------- | - | - | - | ----- | --- | -- | --- | ---- | ---- |
| 2009             | Швеція           | ЮЧС18            | 5-е              | 4 | — | — | —     | 236 | 11 | 1   | 2.80 | .916 |
| 2011             | Швеція           | МЧС              | 4-е              | 3 | 1 | 1 | 0     | 195 | 9  | 1   | 2.77 | .906 |
| Молодіжна збірна | Молодіжна збірна | Молодіжна збірна | Молодіжна збірна | 7 | — | — | —     | 431 | 20 | 2   | —    | —    |